# Tour of Britain Women
Tour of Britain Women, do 2022 The Women’s Tour – wieloetapowy kolarski wyścig kobiet, organizowany corocznie w Wielkiej Brytanii od 2014. Od 2016 należy do cyklu najważniejszych zawodów kobiecych – UCI Women’s World Tour.
Oprócz wyścigu kobiecego rozgrywany jest również wyścig męski, należący do cyklu UCI ProSeries.

## Zwyciężczynie
Opracowano na podstawie:
| Rok  | Pierwsze             | Drugie                 | Trzecie              |          |
| ---- | -------------------- | ---------------------- | -------------------- | -------- |
| 2014 | Marianne Vos         | Emma Johansson         | Rossella Ratto       |          |
| 2015 | Lisa Brennauer       | Jolien D’Hoore         | Christine Majerus    |          |
| 2016 | Lizzie Armitstead    | Ashleigh Moolman-Pasio | Elisa Longo Borghini |          |
| 2017 | Katarzyna Niewiadoma | Christine Majerus      | Hannah Barnes        |          |
| 2018 | Coryn Rivera         | Marianne Vos           | Danielle Rowe        |          |
| 2019 | Lizzie Deignan       | Katarzyna Niewiadoma   | Amy Pieters          |          |
| 2020 | odwołany             | odwołany               | odwołany             | odwołany |
| 2021 | Demi Vollering       | Juliette Labous        | Clara Copponi        |          |
| 2022 | Elisa Longo Borghini | Grace Brown            | Katarzyna Niewiadoma |          |
| 2023 | odwołany             | odwołany               | odwołany             | odwołany |
| 2024 | Lotte Kopecky        | Anna Henderson         | Christine Majerus    |          |
| 2025 |                      |                        |                      |          |

## Koszulki w wyścigu
Stan na 2018
 – liderka klasyfikacji generalnej
 – liderka klasyfikacji punktowej
 – liderka klasyfikacji górskiej
 – liderka klasyfikacji sprinterskiej
 – najlepsza Brytyjka w klasyfikacji generalnej